# Volcán Incahuasi
Incahuasi o Nevado de Incahuasi (en quechua: Inka wasi, casa del Inca) es un estratovolcán de 6.640 m s. n. m. de forma de cono obtuso en el límite argentino-chileno, y extremo de una larga cadena de otros gigantes volcánicos tales como San Francisco, El Fraile, El Muerto, Ojos del Salado, Cerro Solo y Tres Cruces.
Considerado como uno de los volcanes más altos del mundo, fue escalado por primera vez probablemente a mediados del siglo XIX por el ingeniero inglés E. Flint, y en 1913 por el geólogo alemán Walther Penck, cuatro días después de haber conquistado el vecino volcán San Francisco.
La ascensión puede efectuarse partiendo del paraje Las Grutas. La cumbre se halla en el borde noreste del gran cráter.
Es de notar que en la misma provincia de Catamarca, ya en la frontera con Salta existe otra elevada cumbre llamada también Incahuasi.

## Descripción general
Estando ubicado sobre la vertiente sureste de la inactiva Caldera Robertson, el volcán Incahuasi se caracteriza por su estructura principal que se compone de dos conos abiertos que forman una gran caldera de aproximadamente 3,5 kilómetros de diámetro orientada hacia el sur. En su base este es posible hallar otros dos centros eruptivos, uno de los cuales muestra rastros de actividad cercana a dos millones de años, mientras que el otro, ubicado más al norte, representa la última actividad eruptiva de este volcán, hace unos 11000 años. El Incahuasi no presenta muchas ascensiones debido a lo inestable del clima que lo rodea y a la larga aproximación a través del desierto a la que se ve enfrentado el montañista. Dichas condiciones no fueron, sin embargo, impedimento para que los incas construyeran asentamientos que fijaban estratégicamente el centro militar, político y administrativo del Inca para dirigir los planes expansionistas y de dominio del Imperio. Si bien el paso del tiempo y la acción del hombre han deteriorado estas ruinas, aún se conserva el llamado “Asiento del Inca”, curiosa construcción que habría sido supuestamente utilizada por el Inca o por su hijo. El respaldo de este asiento o trono está constituido por una laja incrustada en una pared mientras que los apoyabrazos son una serie de lajas superpuestas.